# Saint-Jean-de-Tholome
Saint-Jean-de-Tholome is een gemeente in het Franse departement Haute-Savoie (regio Auvergne-Rhône-Alpes) en telt 745 inwoners (1999). De plaats maakt deel uit van het arrondissement Bonneville.

## Geografie
De oppervlakte van Saint-Jean-de-Tholome bedraagt 12,4 km², de bevolkingsdichtheid is 60,1 inwoners per km².
De onderstaande kaart toont de ligging van Saint-Jean-de-Tholome met de belangrijkste infrastructuur en aangrenzende gemeenten.

## Demografie
Onderstaande figuur toont het verloop van het inwonertal (bron: INSEE-tellingen).